# گل و مار
این فیلم اقتباسی از رمان گل و مار نوشته اونیروکو دان است.
گل و مار (به انگلیسی: Flower and Snake) فیلمی در ژانر درام، تریلر و اروتیک به کارگردانی ماسارو کونوما بر اساس اقتباسی از رُمان گل و مار (به ژاپنی: 花と蛇) نوشته اونیروکو دان، محصول سال ۱۹۷۴ کشور ژاپن است. فیلم‌نامه این اثر نوشتهٔ یوزو تاناکا می‌باشد؛ و در تاریخ ۲۲ ژوئن ۱۹۷۴ توسط شرکت نیک‌کاتسو منتشر گردید.
از بازیگرانی که در این فیلم به ایفای نقش پرداخته‌اند، می‌توان از نائومی تانی، ناگاتوشی ساکاموتوو یاسوهیکو ایشیزو نام برد. فیلم ماسارو کونوما، همراه با فیلم بعدی ایشان یعنی همسری که قربانی شد(۱۹۷۴) و با بازی همان بازیگران زن و مرد، باعث شروع سریال‌هایی به سبک پورنو رومی گردید؛ که شرکت نیککاتسو را از سقوط مالی دهه ۱۹۷۰ نجات داد.
ساخت مجموعه فیلم‌های سینمایی و پرطرفدار گل و مار، که در ردهٔ فیلم‌های صورتی دسته‌بندی می‌شوند؛ از سال ۱۹۶۵ تا ۲۰۱۴ ادامه پیدا کرده‌است. طرفداران رُمان اونیروکو دان در ژاپن، به صورت یک فرقه مطرح هستند.

## تولید
«شرکت نیک‌کاتسو» قدیمی‌ترین وبزرگ‌ترین استودیوی فیلمسازی ژاپن، در تلاشی بسیار موفق، برای جلوگیری از ورشکستگی در سال ۱۹۷۱، با ساخت چند مجموعه «پورنو رُومی» محبوب و مورد ستایش منتقدان، وارد ژانر «فیلم صورتی» شد. با این حال، سال ۱۹۷۴ ثابت شد که سال سخت دیگری برای استودیو در گیشه است. از اواخر دهه ۱۹۶۰، «نائومی تانی» که به عنوان «ملکه صورتی» و محبوب‌ترین بازیگر زن در فیلم‌های صورتی مستقل و کم‌هزینه، که بر بازار سینمای داخلی ژاپن تسلط داشت، شناخته می‌شد. نیک‌کاتسو سال‌ها سعی می‌کرد نائومی تانی را در سریال‌های خود جذب کند، اما او همیشه از کار با این شرکت، امتناع می‌نمود. نائومی تانی در نهایت با این شرط که اولین همکاری او با نیک‌کاتسو بر اساس رُمان گل و مار (به ژاپنی: 花と蛇) نوشته «اونیروکو دان» باشد؛ با پیوستن به استودیو موافقت کرد. نائومی تانی قبلاً در یک نسخه فیلم صورتی، از رُمان گل و مار: پرورش گوشت (به ژاپنی: 花と蛇より 肉の飼育) که توسط «استودیو یامابه» منتشر شد؛ بازی کرده بود. نیک‌کاتسو با شرایط نائومی تانی موافقت کرد.
اما مشکل متقاعد کردن نویسنده رمان یعنی اونیروکو دان برای فیلمبرداری رمان باقی مانده‌بود. ماسارو کونوما و «یوزو تاناکا» فیلمنامه‌نویس هر دو موافق بودند که رمان اونیروکو دان غیرقابل فیلمبرداری است؛ پس از مذاکرات طولانی و بی‌نتیجه، ماسارو کونوما و یوزو تاناکا، اونیروکو دان را برای ادامه مذاکرات، به خانه دعوت کردند. در اواسط جلسه، برق ناگهان قطع شد و اونیروکو دان از کسی خواست تا شمع‌ها را روشن کند. در این لحظه، نائومی تانی با کیمونوی سنتی ژاپنی با یک فانوس در اتاق ظاهر شد. ماسارو کونوما بعده‌ها گفت: این حس تئاتری اونیروکو دان بود، که در آن‌لحظه، او را برای ساخته شدن فیلم متقاعد نمود.
ماسارو کونوما و یوزو تاناکا تغییرات قابل توجهی در داستان ایجاد کردند. اونیروکو دان و نائومی تانی هر دو به این موضوع اعتراض داشتند و در طول نگارش فیلمنامه، اصطکاک قابل توجهی بین دو طرف، بر سر فیلم‌نامه وجود داشت. ماسارو کونوما بعده‌ها با ستایش از حرفه‌ای بودن و تعهد نائومی تانی در کار، با وجود این‌که او روی فیلم‌نامه نهایی و هنگام فیلم‌برداری بسیار بحث داشت، او را تحسین نمود.
پس از این‌که فیلم به یک موفقیت بزرگ برای نیک‌کاتسو تبدیل شد، استودیو می‌خواست دنباله ای برای آن بسازد؛ اما اونیروکو دان باتلخی موافقت نکرد که در فیلم بعدی، همسری که قربانی شد(۱۹۷۴) شرکت کند؛ اما آن فیلم، موفقیت بزرگتری به دست آورد. درنهایت اونیروکو دان با استودیو آشتی کرد و همچنان با نیک‌کاتسو و نائومی تانی رابطه حرفه‌ای قوی داشت.

## داستان
«ماکوتو کاتاگیری» در کودکی شاهد سکس مادر خود با رنگین‌پوستی به نام «جیمی» بوده‌است. او به یاد می‌آورد که جیمی را با اسلحه خودش به قتل رسانده‌است؛ و این خاطره هم‌اکنون به کابوس شبانه او تبدیل شده‌است؛ که در آن جیمی سعی در خفه کردن ماکوتو دارد. مادر ماکوتو کارگردان فیلم‌های جنسی زیرزمینی و سادومانزوخیسمی است. ماکوتو که کارمند ارشد شرکتی در توکیو می‌باشد؛ هنوز باکره است، و با توجه به شغل مادر خود، از این موضوع شاکی است.
از ماکوتو خواسته می‌شود به منزل رئیسش یعنی «آقای تویاما» برود. «شیزوکو» همسر آخر و جوان تویاما، از او متنفر و حاضر به نزدیکی و هم‌آغوشی با تویاما نیست. تویاما به ماکوتو دستور می‌دهد که همسرش را بسته و او را تربیت کند. تویاما خواهان شکستن غرور و مطیع کردن شیزوکو است؛ اما از او قول می‌گیرد که به او تجاوز نکند.
تویاما با ریختن قرص خواب در چایی شیزوکو، ایده شوم خود را عملی کرده و ماکوتو او را می‌رباید. ماکوتو بر سر قول خود نمی‌ماند و در ماشین با شیزوکو نیمه‌هشیار، قصد نزدیکی می‌کند؛ اما با دیدن جیمی "کابوس شبانه‌اش" منصرف می‌شود. در ادامه ماکوتو به کمک مادرش، او را برهنه و در بند می‌کنند. مادر ماکوتو از او می‌خواهد که به شیزوکو تجاوز کند؛ ولی ماکوتو به‌خاطر ترس از انتقام تویاما، ابتدا با درخواست مادر مخالفت می‌کند. ماکوتو شروع به تنقیه شیزوکو برای خالی کردن روده‌های او کرده، عکس برداری را نیز شروع می‌کند؛ و در نهایت ماکوتو با شیزوکو رابطه‌جنسی برقرار می‌کند.
ماکوتو عکس‌ها را به تویاما می‌دهد. اگر چه ماکوتو تنبیه را بی‌پایان می‌داند؛ اما رئیس از او می‌خواهد هر چه زودتر تنبیه را به پایان رساند. مادر ماکوتو در غیاب او و به کمک گروهش، به شکنجه و زدن ماده خارش‌زا به آلت شیزوکو ادامه می‌دهند. ماکوتو پس از برگشتن، درحالی به شیزوکو نزدیک می‌شود، که این‌بار بخاطر ماده تحریک کننده، شیزوکو از او درخواست سکس می‌کند.
آنها به حمام می‌روند. مادر ماکوتو که متوجه عشق پسرش به شیزوکو شده‌است، به او حسادت می‌کند؛ و شیزوکو که فهمیده، به ماکوتو اخطار می‌دهد، که جانش در خطر است. شیزوکو از او می‌خواهد که رهایش نکند و با او عشق‌بازی کرده ولی مراقبش باشد. نگرانی مادر به حقیقت می‌پیوندد و ماکوتو عاشق، به مادرش می‌گوید که قصد ازدواج با شیزوکو را دارد؛ و از او می‌خواهد که دیگر به او نزدیک نشود.
«هارو» پیشخدمت شیزوکو به دنبال او، به ماکوتو می‌رسد و فاش می‌کند که شیزوکو توسط تویوما از معشوقه‌اش به‌خاطر بدهی، خریداری شده‌است. ماکوتو به شرط رابطه جنسی به هارو قول می‌دهد که او را پیش شیزوکو ببرد. ماکوتو مست وارد خانه می‌شود؛ و یک سیاه‌پوست را در حال سکس با شیزوکو می‌بیند؛ او متوجه می‌شود مادرش او را برای تجاوز با شیزوکو استخدام کرده‌است. درحقیقت مادر ماکوتو تحت هیچ شرایطی حاضر به از دست‌دادن ماکوتو نیست.
ماکوتو برای پیاده‌روی شیزوکو را بسته و به پارک می‌برد؛ و او را آزاد می‌کند که به سرویس دست‌شویی برود. شیزوکو که فرصت فرار را دارد، این‌کار را نمی‌کند؛ آنها به دیدن فیلم می‌روند. در سینما ماکوتو بالاخره به یادمی‌آورد که مادرش بوده که جیمی را کشته و پول‌های او را برداشته‌است. ماکوتو همزمان با سکس با شیزوکو به مادرش زنگ زده و پرده از حقیقت برمی‌دارد. نهایتاً پلیس شینجوکو آنها را بخاطر سکس در معابر عمومی دستگیر می‌کند.
تویاما و مادر شیزوکو به ایستگاه پلیس آمده، آنها را آزاد می‌کنند. شیزوکو متحول شده، که خود را یک روسپی و عاشق آلت پیداکرده‌است؛ تویاما و ماکوتو را همزمان برای عشق‌بازی انتخاب کرده، رابطه‌ای سه‌نفره را تجربه می‌کنند. هارو از شیزوکو می‌پرسد، آیا از اینکه بسته و به او تجاوز می‌شود، ناراحت نیست؟ شیزوکوی خوشحال، که حالا مردان را دوست‌داشتنی یافته‌است، با پاسخی منفی از هارو درخواست می‌کند که به آنها بپیوندد. هارو نیز مشتاقانه می‌پذیرد.